# 阿尔库塔斯
阿尔库塔斯（希臘語：Ἀρχύτας，前428年—前347年），他林敦人，数学家。毕达哥拉斯学派哲学家，亦为一位成功的将军。其数学著作的部分章节存世。

## 生平
阿尔库塔斯出生于大希腊的Tarentum，是Mnesagoras或Histiaeus的儿子。有一段时间，他是由Philolaus教授的，并且是欧多克索斯的数学老师。 阿尔库塔斯和欧多克索斯的学生是Menaechmus。作为毕达哥拉斯人，阿基塔斯认为只有算术，而不是几何学，才能提供令人满意的证明的基础。
人们认为，阿基塔斯是数学力学的奠基人。正如仅在他之后的五个世纪的奥卢斯·盖利乌斯（Aulus Gellius）的著作中所描述的那样，他被认为设计并制造出了第一个人造的，自动推进的飞行装置，这是一种由蒸汽喷射机推动的鸟形模型，据说实际上已经飞了约200米。[4] [5]这台机器（其发明者称为“鸽子”）可能已悬挂在电线或枢轴上以进行飞行。阿基塔斯还写了一些失落的作品，因为他被维特鲁威（Vitruvius）列入了十二位机械作品作者的名单中。托马斯·纳尔逊·温特（Thomas Nelson Winter）提供了证据，证明伪亚里士多德力学问题实际上是由阿尔库塔斯撰写并被误解的。
阿尔库塔斯命名为调和平均数，重要的要晚得多的射影几何和数论，虽然他没有发明它。根据Eutocius的说法，阿基耶塔斯以几何方式解决了以他的方式将立方体加倍的问题（尽管他相信“只有算术，而不是几何”才能提供令人满意的证明的基础）。希俄斯的希波克拉底将这个问题简化为寻找平均比例。欧几里得的比例理论在《欧几里得的元素》第八卷中有论述，其中是两个比例均值的构造，等同于立方根的提取。根据第欧根尼·拉尔修的说法，该演示使用通过移动图形生成的线来构建两个幅度之间的比例，这是首次用力学概念研究几何形状的演示。他在解决立方问题加倍问题中使用的阿尔库塔斯曲线以他的名字命名。
政治和军事，阿尔库塔斯似乎一直在他那一代中塔伦主导人物，有点类似伯里克利在雅典的一个半世纪以前。塔伦提人连续七年选举他为“一般” 战略，这一步骤要求他们违反自己对连续任用的规定。据称他在塔伦丁抵抗意大利南部邻居的战役中作为大将不败。在第七封信的柏拉图断言阿尔库塔斯试图在他困难抢救柏拉图狄奥尼修斯二世的雪城。在他的公共职业生涯中，阿奇塔斯在美德和功效上享有盛誉。一些学者认为，阿基塔斯可能是柏拉图的哲学家国王的榜样，他影响了柏拉图在《共和国》和其他著作中所表达的政治哲学（即，社会如何获得像阿基塔斯这样的好统治者，而不是像阿基塔斯那样的坏统治者） Dionysius II？）。
阿尔库塔斯可能淹没在Mattinata海岸的沉船事故中，他的尸体未埋在岸上，直到水手人道地将少量沙子撒在其上。否则，他将不得不在Styx的这一侧徘徊一百年，如霍拉斯在《颂歌》 1.28中所称的那样，加上一点灰尘munera pulveris，这是他死亡的信息。然而，这首诗很难解释，也无法确定遇难者和阿奇塔斯实际上是同一个人。

## 扩展阅读
- von Fritz, Kurt. .  1. New York: Charles Scribner's Sons: 231–233. 1970. ISBN 0-684-10114-9.
- Carl A. Huffman, "Archytas of Tarentum", Cambridge University Press, 2005, ISBN 0-521-83746-4